# Оборонна вулиця (Київ)
Оборо́нна ву́лиця — вулиця у Солом'янському районі міста Києва, місцевість Олександрівська слобідка. Пролягає від проспекту Валерія Лобановського та вулиці Андрія Головка до Народної вулиці. 
Прилучаються провулки Теремківський та Караїмський.

## Історія
Вулиця виникла у першій половині ХХ століття (ймовірно, наприкінці 1930-х років) під назвою 418-а Нова. Сучасну назву отримала 1944 року.